# سیارک ۲۰۴۶۱
سیارک ۲۰۴۶۱ (به انگلیسی: 20461 Dioretsa، نامگذاری:1999LD31) بیست هزار و چهارصد و شصت و یکمین سیارک کشف شده‌است که در ۸ ژوئن ۱۹۹۹ کشف شد.
قدر مطلق سیارک برابر ۲۳.۴ است.